# Texte césaréen

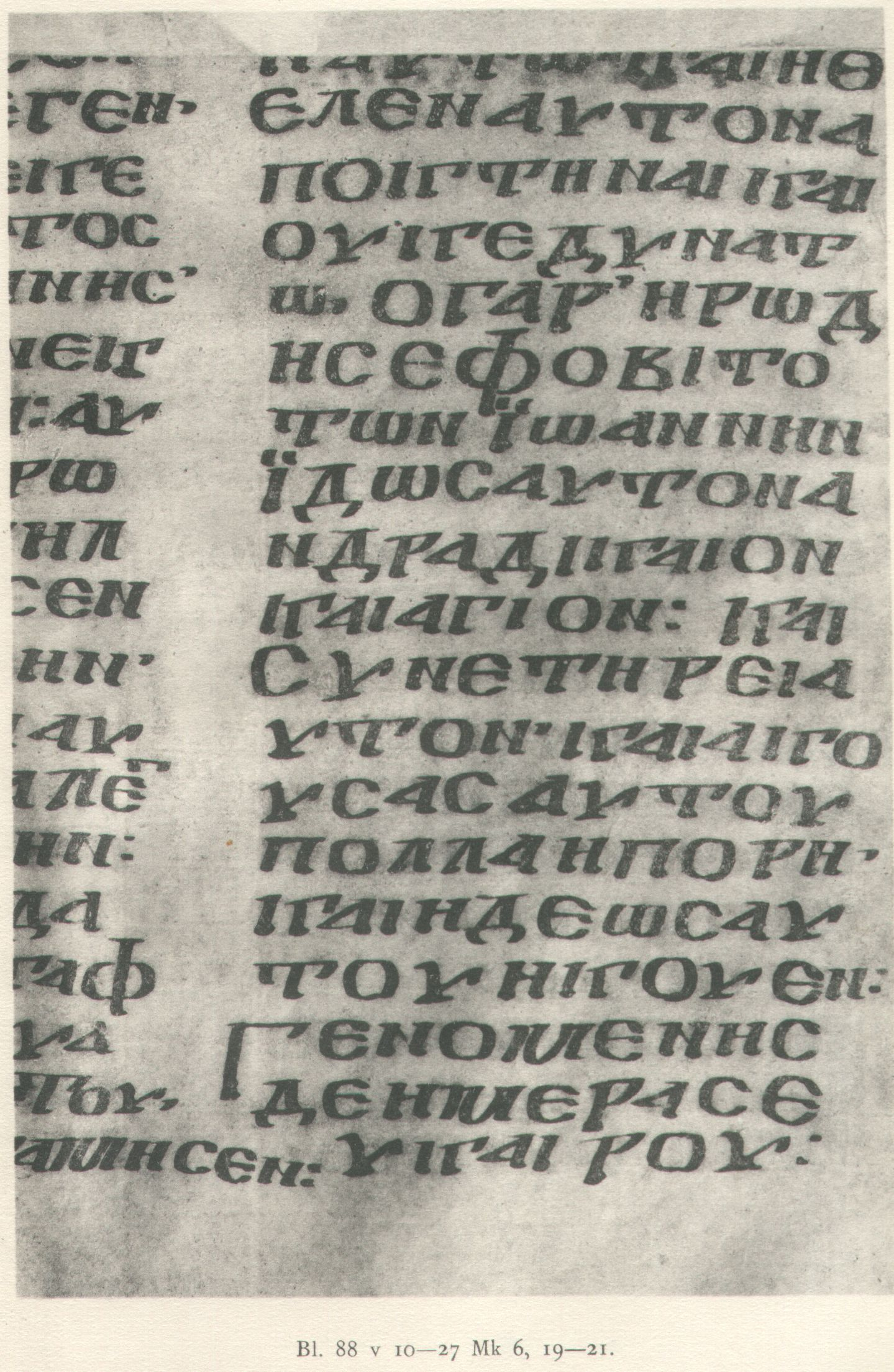
Passage de l'évangile de Marc dans le Codex Coridethianus.

Depuis Griesbach (1775) et Michaelis (1802), les spécialistes de la critique textuelle identifient quatre grands types ou familles de texte de Nouveau Testament : alexandrin, occidental, césaréen et byzantin,.
La tradition césaréenne regroupe les variantes absentes des traditions alexandrine, occidentale et byzantine : s'y rattachent des variantes communes au Codex Koridethi (IXe/Xe siècle), au manuscrit Minuscule 1 (une source des évangiles utilisée sporadiquement par Érasme pour son Nouveau Testament grec de 1516) et aux citations d’Origène d'Alexandrie postérieures à son installation à Césarée. Les premières traductions des Évangiles en arménien et en géorgien semblent nettement inspirées de la tradition césaréenne, de même que les manuscrits en minuscule grecque des familles 1 à 13.

## Témoins
Le texte césaréen est représenté par les manuscrits suivants: 
| Code               | Nom                       | Date                         | Contenu           |
| Θ (038)            | Codex Koridethi           | IXe siècle                   | Marc              |
| W (032)            | Codex Washingtonianus     | Ve siècle                    | Marc 5:31—16:20   |
| p42                | Papyrus 42                | VII-VIIIe siècle             | fragments Luc 1-2 |
| 28                 | minuscule 28              | XIe siècle                   | Évangiles         |
| 565                | Minuscule 565             | IXe siècle                   | Évangiles         |
| 700                | Minuscule 700             | XIe siècle                   | Évangiles         |
| 1 and rest of f1   | Minuscule 1 118, 131, 209 | XIIe siècle XI - XVe siècle  | Évangiles         |
| 13 and rest of f13 | Minuscule 13 69, 124, 346 | XIIIe siècle XI - XVe siècle | Évangiles         |

Autres manuscrits: {\displaystyle {\mathfrak {P}}}29, {\displaystyle {\mathfrak {P}}}38 (?), {\displaystyle {\mathfrak {P}}}41, {\displaystyle {\mathfrak {P}}}48 (?), Onciale 0177, 0188.